# Plakje
Plakje (makedonsky: Плаќе) je vesnice v Severní Makedonii. Nachází se v opštině Ochrid v Jihozápadním regionu. 

## Historie
Plakje je stará vesnice s dlouhou historií. V místě zvaném Stari Kuqi, které leží hned u vesnice, žili lidé již ve starověku. Nachází se zde pozůstatky po domech a kostelu. 
Samotnou vesnici Plakje založili osadníci z okolních vesnic ve středověku. Místní obyvatele však postihla morová rána a přeživší se odstěhovali do lesů v horách. 
Od 19. století byla vesnice pod nadvládou Osmanské říše. 

## Demografie
Podle sčítání lidu z roku 2002 žijí v opštině pouze 4 obyvatelé, všichni jsou Makedonci. 
| Rok            | 1900 | 1905 | 1948 | 1953 | 1961 | 1971 | 1981 | 1991 | 1994 | 2002 |
| -------------- | ---- | ---- | ---- | ---- | ---- | ---- | ---- | ---- | ---- | ---- |
| Počet obyvatel | 160  | 120  | 381  | 404  | 391  | 163  | 54   | 38   | 34   | 4    |